# Viktoria Savs
Viktoria Savs (Bad Reichenhall, 27 giugno 1899 – Salisburgo, 31 dicembre 1979) è stata una militare austriaca.
Durante la prima guerra mondiale si arruolò nell'Esercito austro-ungarico fingendosi uomo, allo scopo di rimanere accanto al padre soldato.

## Biografia

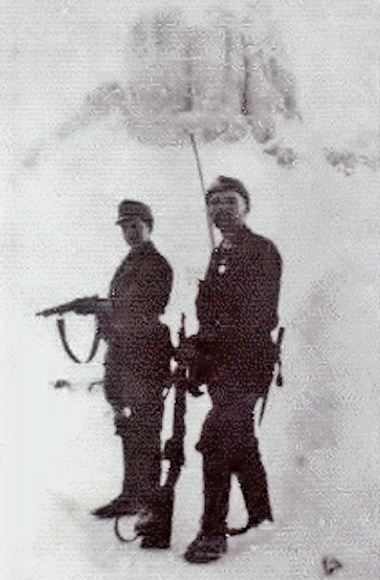
Viktoria con il padre Peter sul fronte

A quattro anni Viktoria restò orfana di madre e fu cresciuta dal padre, Peter Savs, ad Arco (Trento). Prima della grande guerra si trasferirono a Merano (Bolzano), ma nel 1914, all'inizio del conflitto, Peter fu chiamato alle armi sul fronte orientale, nel corpo dei Kaiserjäger. Ben presto riportò gravi ferite; ciononostante, dopo la sua guarigione, decise di ripresentarsi come volontario presso il k.k. Landsturm (traducibile in "milizia territoriale austriaca").
Viktoria, come donna, poteva partecipare al conflitto solo come ausiliaria, ma essendo molto attaccata al padre dalla morte della madre e grazie all'autorizzazione personale dell'Arciduca Eugenio d'Asburgo, il 10 giugno 1915 fu arruolata, con il nome di Viktor Savs, nel battaglione di fanteria Innsbruck II del Landsturm dove il genitore era stato assegnato con il grado di caporale. Solamente una ristretta cerchia di soldati sapeva che in realtà Viktor era una donna.
La soldatessa Viktoria, grazie alla sua abilità come portaordini, soprattutto mediante l'utilizzo degli sci, e conduttrice di muli, portò a termine numerose missioni. Il 1º dicembre 1916 fu trasferita come ordinanza presso il comando del settore Tre Cime sotto il comando del capitano Demian, dove combatté al fronte. L'11 aprile 1917, assieme ad un gruppo di soldati fece irruzione nel Sasso di Sesto (Sextenstein) nelle Dolomiti di Sesto, dove catturarono venti soldati italiani, che lei sola scortò dietro la linea del fronte sotto il fuoco dell'artiglieria nemica.
Il 27 maggio 1917, durante una missione di portaordini, una granata nemica esplose sulla parete rocciosa al di sotto della quale la giovane soldatessa stava passando, provocando il distacco di un masso di grosse dimensioni, che le schiacciò il piede destro. Viktoria estrasse il suo coltello e tranciò i tendini, che tenevano il piede ancora attaccato alla gamba. Prigionieri di guerra russi, che facevano la guardia, la riportarono indietro; Viktoria lottò contro la morte per tre mesi ricoverata nell'ospedale militare del campo di Sillian. Qui subì l'amputazione della gamba destra al di sotto del ginocchio, sopravvivendo alla difficile e rischiosa operazione. In quell'occasione fu palese il reale sesso del soldato.
Per il suo comportamento esemplare e coraggioso avuto in battaglia ebbe più onorificenze militari, tra cui una medaglia di bronzo al valor militare, la croce al merito dell'imperatore Carlo I d'Austria e una medaglia d'argento di I classe al valore militare. Non più idonea per il fronte, Viktoria Savs prestò servizio come crocerossina in quello stesso campo, dove ricevette un'ulteriore onorificenza: la croce d'argento al valore della Croce Rossa. Nel dopoguerra era solita partecipare ai raduni dei reduci. La Heeresunteroffiziersakademie (HUAk, accademia austriaca per sottufficiali) ha intitolato al suo nome il corso del 1999. Morì il 31 dicembre 1979 a Salisburgo all'età di 80 anni e venne sepolta con tutte le sue decorazioni nel cimitero di quella città.

## Onorificenze

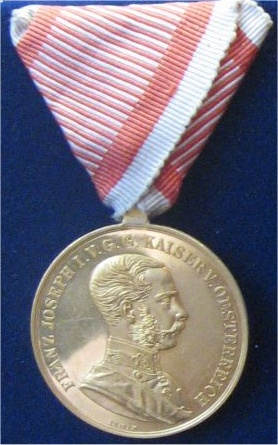
Le medaglie austriache al valor militare nella versione in uso durante la prima guerra mondiale